# Мито, Сюнсукэ
Сюнсукэ Мито (яп. 三戸 舜介; род. 28 сентября 2002, Ямагути) — японский футболист, полузащитник клуба «Спарта» (Роттердам). Участник Олимпийских игр 2024 года.

## Клубная карьера
Воспитанник Академии Японской футбольной ассоциации в Фукусиме. Начал карьеру в клубе «Альбирекс Ниигата». Его дебют во взрослом футболе состоялся 27 февраля 2021 года в рамках Второго дивизиона Джей-лиги в матче против «Джираванц Китакюсю» (4:1). С первого же сезона Сюнсукэ Мито стал основным игроком команды, с которой в сезоне 2022 года стал победителем второго дивизиона Джей-лиги и завоевал путёвку в высший дивизион. На этом уровне он дебютировал 18 февраля 2023 года в игре против «Сересо Осака» (2:2), а по итогам сезона финишировал с командой на 10 месте в лиге. По ходу турнира забил два гола, которые были признаны лучшими по итогам мая и сентября 2023 года, а в конце сезона получил приз лучшему молодому игроку Джей-лиги.
В конце декабря 2023 года перешёл в нидерландскую «Спарту» из Роттердама, заключив соглашение на четыре с половиной года. Дебют в команде Йеруна Рейсдейка в рамках Эредивизи состоялся 13 января 2024 года в игре против «Фортуны» (2:0), где японец отметился первым голом в матче.

## Карьера в сборной
Выступал за сборные Японии различных возрастов. Был включён тренером Ёсиро Морияма в состав команды для участия в Кубке Азии 2018 года для игроков до 16 лет в Малайзии, где японцы добыли победу, обыграв в решающем матче Таджикистан с минимальным счётом 1:0. Победа позволило Японии выступить на юношеском чемпионате мира 2019 года в Бразилии. На турнире Мито провёл три игры, дойдя со сборной до 1/8, где команда уступила Мексике (0:2).
Участник молодёжного чемпионат Азии 2022 года в Узбекистане, завершившийся для японцев бронзовыми наградами, поскольку в решающем матче они переиграли Австралию (3:0).
Летом 2024 года Го Оива включил Сюнсукэ Мито в состав сборной для участия в Олимпийских играх в Париже. В первой игре турнира он отличился «дублем» в ворота Парагвая, чем помог японцам одержать победу с общим счётом 5:0.

## Достижения
- Победитель Второго дивизиона Джей-лиги: 2022
- Лучший молодой игрок чемпионата Японии: 2023
- Победитель Кубка Азии до 16 лет: 2018